# Phanthep Chotkawin
Phanthep Chotkawin (thailändisch ปานเทพ โชติกวิน, * 24. Mai 1991 in Songkhla) ist ein thailändischer Fußballspieler.

## Karriere
Phanthep Chotkawin erlernte das Fußballspielen in der Jugendmannschaft von Police United. Hier stand er auch bis Ende 2011 unter Vertrag. Der Verein aus der thailändischen Hauptstadt Bangkok spielte in der höchsten Liga des Landes, der Thai Premier League. 2012 wechselte er für ein Jahr zum Chiangmai FC. Mit dem Verein aus Chiangmai spielte er in der dritten Liga, der damaligen Regional League Division 2. Hier trat man in der Northern Region an. Ende der Saison feierte er mit Chiangmai die Meisterschaft der Region. 2013 verpflichtete ihn der Erstligist Songkhla United. Für den Verein aus Songkhla spielte er bis Ende 2014 26-mal in der ersten Liga. Ende 2014 stieg er mit Songkhla in die zweite Liga ab. Hier spielte er noch zwei Jahre. 2017 unterschrieb er einen Vertrag beim Ligakonkurrenten Krabi FC in Krabi. Der Pattani FC, ein Viertligist aus Pattani, nahm ihn die Saison 2019 unter Vertrag. Mit Pattani spielte er in der Southern Region der vierten Liga. Am Ende der Saison wurde er mit dem Klub Vizemeister und stieg anschließend in die dritte Liga auf. Nach dem Aufstieg verließ er den Verein und schloss sich dem Viertligaaufsteiger Songkhla FC an. Nach zwei Spieltagen der Saison 2020 wurde der Spielbetrieb der Liga wegen der COVID-19-Pandemie unterbrochen. Während der Unterbrechung beschloss der Verband, dass nach Wiederaufnahme des Spielbetriebes die Thai League 3 und die Thai League 4 zusammengelegt werden. Die Thai League 3 spielte ab September 2020 in sechs Regionen. Der Songkla FC wurde der Southern Region zugeteilt.

## Erfolge
Chiangmai FC
- Regional League Division 2 – North: 2012

Pattani FC
- Thai League 4 – South: 2019 (Vizemeister)  ▲